# McHenry (Dakota del Nord)
McHenry è un centro abitato (city) degli Stati Uniti d'America, situato nella Contea di Foster, nello Stato del Dakota del Nord. Nel censimento del 2000 la popolazione era di 71 abitanti. La città è stata fondata nel 1899.

## Geografia fisica
Secondo i rilevamenti dell'United States Census Bureau, la località di McHenry si estende su una superficie di 0,70 km², tutti occupati da terre.

## Popolazione
Secondo il censimento del 2000, a McHenry vivevano 71 persone, ed erano presenti 27 gruppi familiari. La densità di popolazione era di 106 ab./km². Nel territorio comunale si trovavano 45 unità edificate. Per quanto riguarda la composizione etnica degli abitanti, il 98,59% era bianco e l'1,41% apparteneva a due o più razze.
Per quanto riguarda la suddivisione della popolazione in fasce d'età, l'8,5% era al di sotto dei 18, il 4,2% fra i 18 e i 24, il 12,7% fra i 25 e i 44, il 26,8% fra i 45 e i 64, mentre infine il 47,9% era al di sopra dei 65 anni di età. L'età media della popolazione era di 64 anni. Per ogni 100 donne residenti vivevano 91,9 maschi.